# Divisió de Mandalay
Mandalay és una divisió de Myanmar, a l'est del país, al límit amb l'estat Shan. Té cinc milions d'habitants i 34.253 km². La capital és Mandalay.

## Administració
És formada per set districtes. Cadascun és format per diversos townships (àrees a l'entorn d'una ciutat), en total 31:
- Districte de Kyaukse
- Districte de Mandalay
- Districte de Meiktila
- Districte de Myingyan
- Districte de Nyaung-U
- Districte de Pyin Oo Lwin
- Districte de Yamethin

## Economia
L'agricultura és la principal generadora de riquesa. A la regió de Mandalay s'hi cultiva arròs, blat, blat de moro, cacauet, sèsam, cotó, llegums, tabac, chile i horticultura. La indústria inclou destil·ladores, fàbriques tèxtils i molins de sucre, i també hi ha mineria de pedres precioses. També es cultiven arbres de fusta dura, com la teca i la thanaka.
El turisme ha esdevingut una part substancial de l'economia de la regió, sobretot gràcies a les ciutats històriques que hi ha: Mandalay, Amarapura, Bagan, Pyin U Lwin, Mount Popa, i Innwa.

## Història
La divisió es va formar sota domini britànic dins l'Alta Birmània amb una superfície de 76.076 km² formada per cinc districtes:
- Districte de Mandalay
- Districte de Ruby Mines o Districte de Mines de Robins
- Districte de Katha
- Districte de Bhamo
- Districte de Myitkyina

La divisió limitava al nord amb els territoris katxins, a l'est amb els estats Shans (del nord), al sud amb el districte de Kyaukse a la divisió de Meiktila i a l'oest amb la divisió de Sagaing de la que quedava separada per l'Irauadi. La capital Mandalay estava a la part sud de la divisió. L'estat xan de Hkamti Long estava sota control del comissionat. La població el 1901 era de 777.330; en els últims anys del segle xix s'hi va afegir el territori de l'antic estats de Wuntho (agregat al districte de Katha) i territoris dels districtes de Bhamo i Myitkyina. Les set principals ciutats eren Mandalay (183.816 habitants el 1901), Amarapura (9.103), Maymyo (6.223), Bhamo (10.734), Mogok, Katha i Myitkyina; hi havia 5.413 pobles. La majoria de la població era birmana (prop de mig milió) i la reste xans (més de cent mil) i katxins (prop de 90.000). Minories eren els kadus (34.521) i danus (més de sis mil) a més dels xinesos (uns 9500) i indis. Per religions la majoria eren budistes excepte 25.000 musulmans i 22.000 hindús. L'antiga divisió de Meiktila li fou agregada després del 1906.